# Gylyç Kulyýew
Gylyç Mämmedowiç Kulyýew (ros. Клыч Мамедович Кулиев, Kłycz Mamiedowicz Kulijew; ur. 1913, zm. 1990) – radziecki dyplomata i pisarz.

## Życiorys
Był członkiem WKP(b), od 1943 pracował w Ludowym Komisariacie/Ministerstwie Spraw Zagranicznych ZSRR, od 1957 do lipca 1960 był radcą Ambasady ZSRR w Afganistanie, a od 3 sierpnia 1960 do 21 września 1962 ambasadorem nadzwyczajnym i pełnomocnym ZSRR w Tunezji. Był członkiem korespondentem Akademii Nauk Turkmeńskiej SRR. Otrzymał tytuł Ludowego Pisarza Turkmenistanu.